# مسجد امام حسن عسگری
مسجد امام حسن عسگری مربوط به دوره قاجار است و در خمینی شهر، خیابان شریعتی جنوبی، کوچه جعفری واقع شده و این اثر در تاریخ ۲۶ اسفند ۱۳۸۶ با شمارهٔ ثبت ۲۱۸۲۴ به‌عنوان یکی از آثار ملی ایران به ثبت رسیده است.